# Puits artésien de la Butte-aux-Cailles
Pour les articles homonymes, voir Butte-aux-Cailles (homonymie).

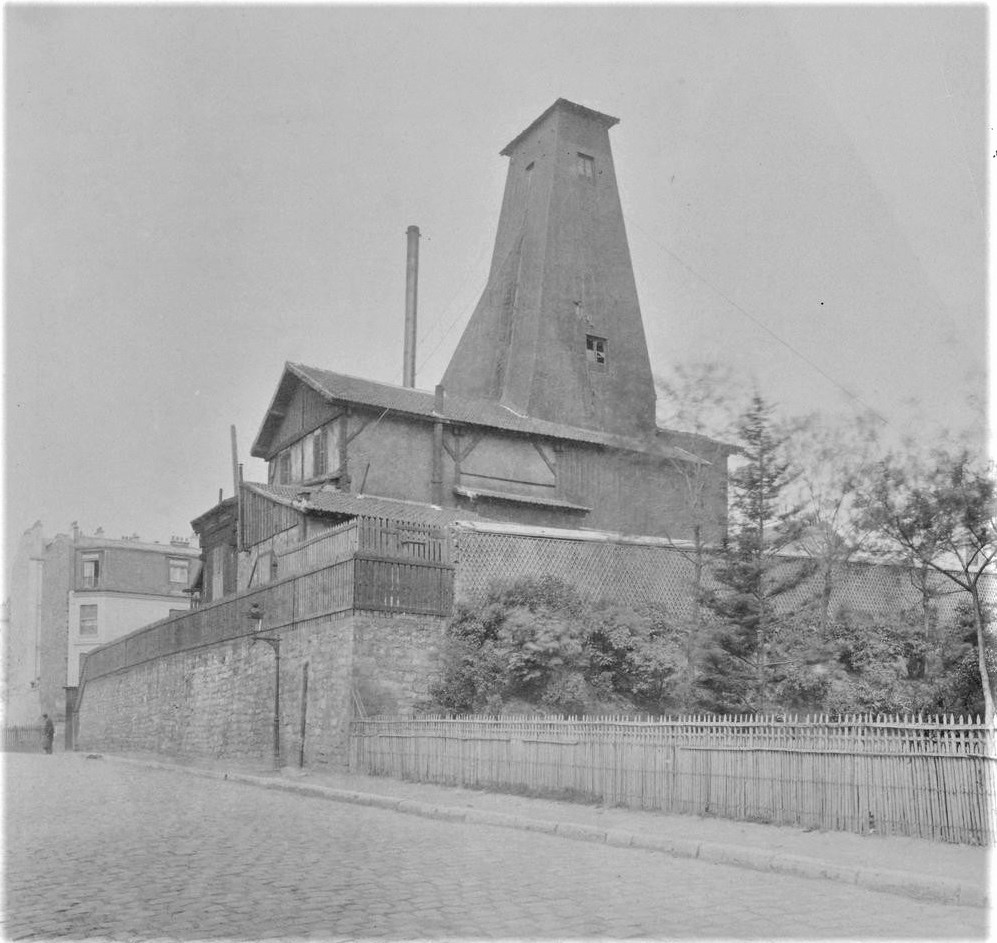
Le puits en 1900, photographié par Eugène Atget.

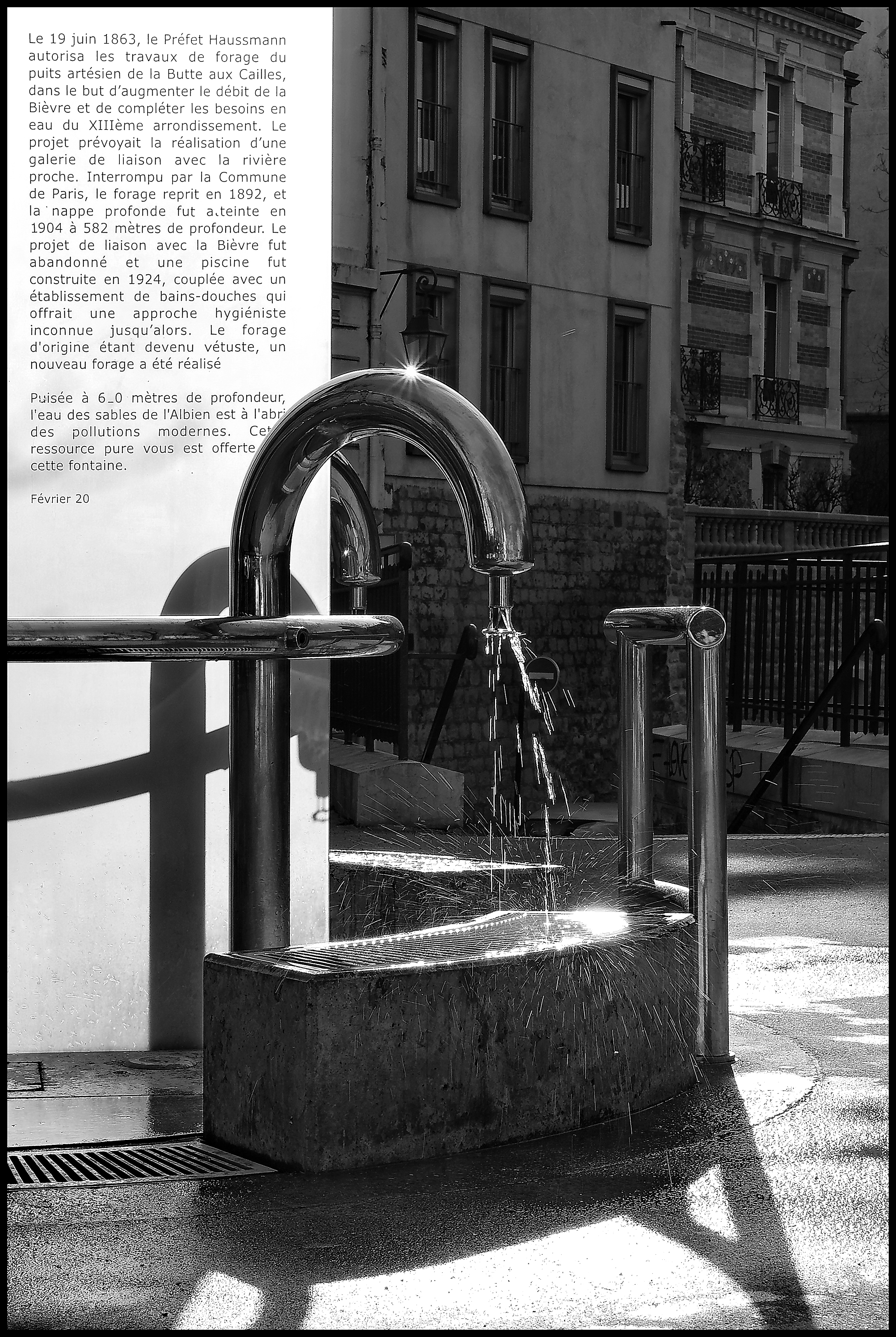
Détail de la canalisation de sortie de la fontaine sur la place Paul-Verlaine, alimentée par le puits artésien de la Butte-aux-Cailles.

Le puits artésien de la Butte-aux-Cailles est l'un des puits artésiens de Paris, en France. Il est situé dans le 13e arrondissement.

## Caractéristiques
Les puits artésiens de Paris sont alimentés grâce à une nappe aquifère de l'Albien, s'étendant sous le Bassin parisien à environ 600 m sous la surface. Le volume de cette nappe est estimé à plus de 700 milliards de m3. L'eau qu'elle contient est âgée de plusieurs dizaines de milliers d'années.
La nappe est bloquée entre des argiles noires qui empêchent sa remontée ; l'eau y est soumise à une pression de 60 bars. Le principe d'un puits artésien consiste à forer jusqu'à la nappe : la pression qui y règne est suffisante pour faire remonter spontanément l'eau à la surface.
Sur la Butte-aux-Cailles, colline du 13e arrondissement de Paris, le puits artésien se situe au niveau de la place Paul-Verlaine. Il alimente une fontaine publique. L'eau y sort à 18 °C  (Celcius) ; elle est parfaitement potable, quoique légèrement sulfureuse et riche en fer et en fluor, mais faible en calcium ()

## Historique
À la suite du forage réussi des puits artésiens de Grenelle, Passy et Hébert au cours du XIXe siècle, et sur une idée de François Arago, un puits artésien est envisagé sur la Butte-aux-Cailles afin d'alimenter le quartier en eau et de déverser le surplus dans la Bièvre, affluent de la Seine coulant à proximité et dont le débit est à cette époque devenu insuffisant. Le préfet Haussmann décide du forage par arrêté préfectoral le 19 juin 1863,.
Les travaux ne commencent que le 28 août 1866 et débutent par l'érection d'une tour de forage en bois. Ils sont sur le point de s'achever en 1872 lorsque le forage atteint les argiles coulantes du Gault, juste au-dessus de la nappe aquifère. Mais, à la suite d'un désaccord entre l'entrepreneur et l'administration, ainsi que du manque d'argent (Paris est assiégée en 1870, la Commune de Paris a lieu en 1871), les travaux sont interrompus. Qui plus est, la Bièvre est progressivement enfouie et ne nécessite plus d'être alimentée. L'aqueduc de la Vanne alimente le réservoir de Montsouris en 1874, permettant la distribution d'eau dans le sud parisien. Pendant une vingtaine d'années, la tour en bois, abandonnée, reste témoin de la tentative. La place où elle s'élève est néanmoins baptisée « place du Puits-Artésien » (elle ne prendra le nom de « place Paul-Verlaine » qu'en 1905).
Le forage reprend en 1893 sous la direction de l'ingénieur Paulin Arrault. Finalement, l'eau jaillit en 1904 d'une profondeur de 582 m. Le tube a un diamètre de 40 cm à la base et le débit se stabilise à 67 L/s (5 800 m3/jour). La Bièvre étant en cours d'enfouissement, il n'est plus question d'y déverser l'eau du puits artésien. En 1924, le puits alimente la piscine de la Butte-aux-Cailles toute proche et récemment ouverte.
En 1994, la ville de Paris confie à Eau de Paris la rénovation des différents puits artésiens. En 1999, la nouvelle fontaine est inaugurée. Le forage d'origine étant vétuste, un nouveau forage est réalisé en 2000, à 620 m de profondeur.

## Iconographie
- Gaston Prunier, Le puits artésien de la Butte-aux-Cailles, dessin aquarellé, musée Carnavalet, Paris[7].